# Leptotarsus opilio
Leptotarsus opilio är en tvåvingeart som först beskrevs av Osten Sacken 1886.  Leptotarsus opilio ingår i släktet Leptotarsus och familjen storharkrankar. Inga underarter finns listade i Catalogue of Life.